# Kamienica przy ulicy Kazimierza Wielkiego 39 we Wrocławiu
Kamienica przy ulicy Kazimierza Wielkiego 39 – zabytkowa kamienica mieszczańska, obecnie narożna, o rodowodzie średniowiecznym znajdująca się przy ulicy Kazimierza Wielkiego we Wrocławiu. Kamienica łączy elementy architektury od I połowy XVI do połowy XIX wieku.  

## Historia kamienicy

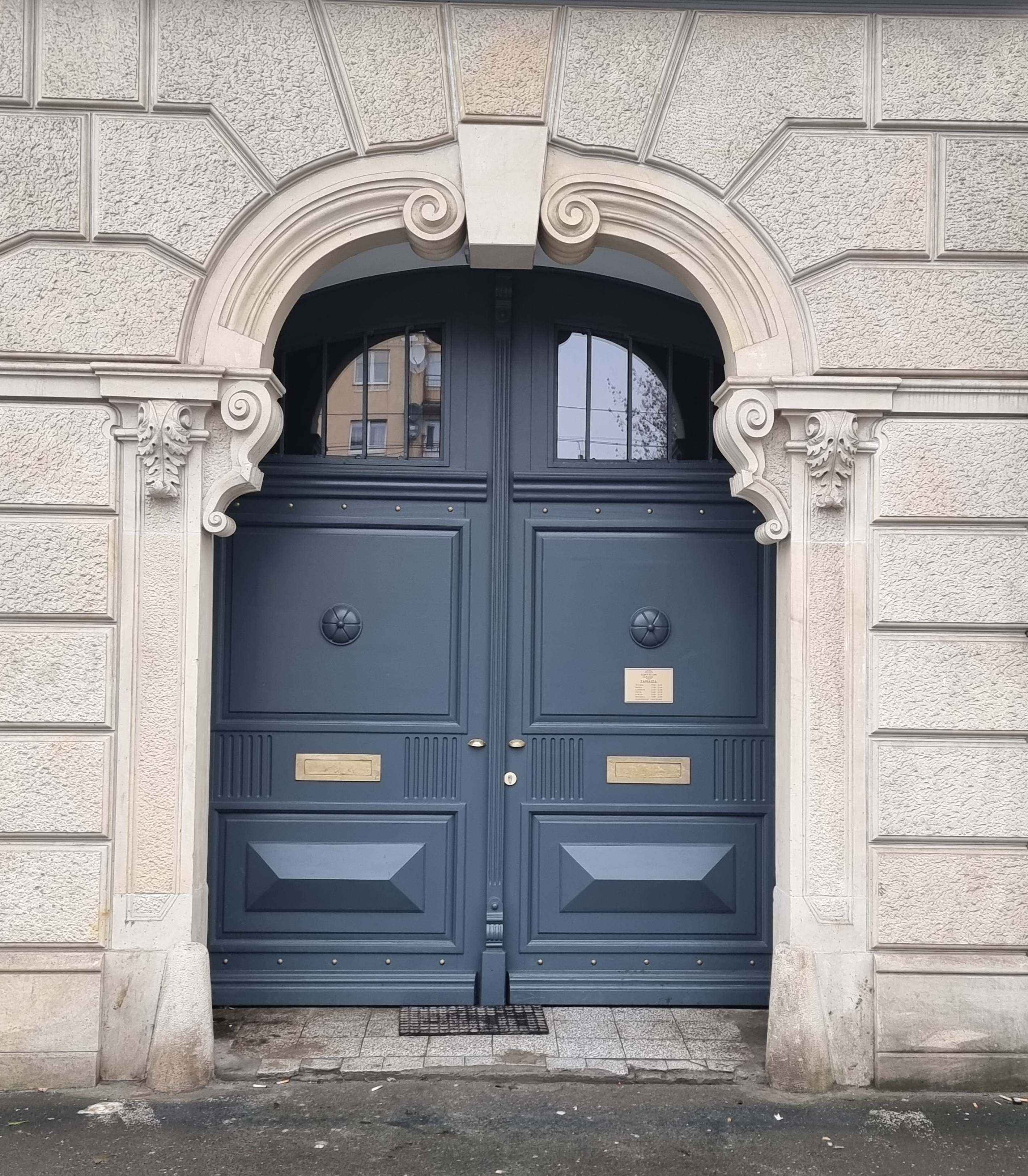
Portal kamienicy nr 39

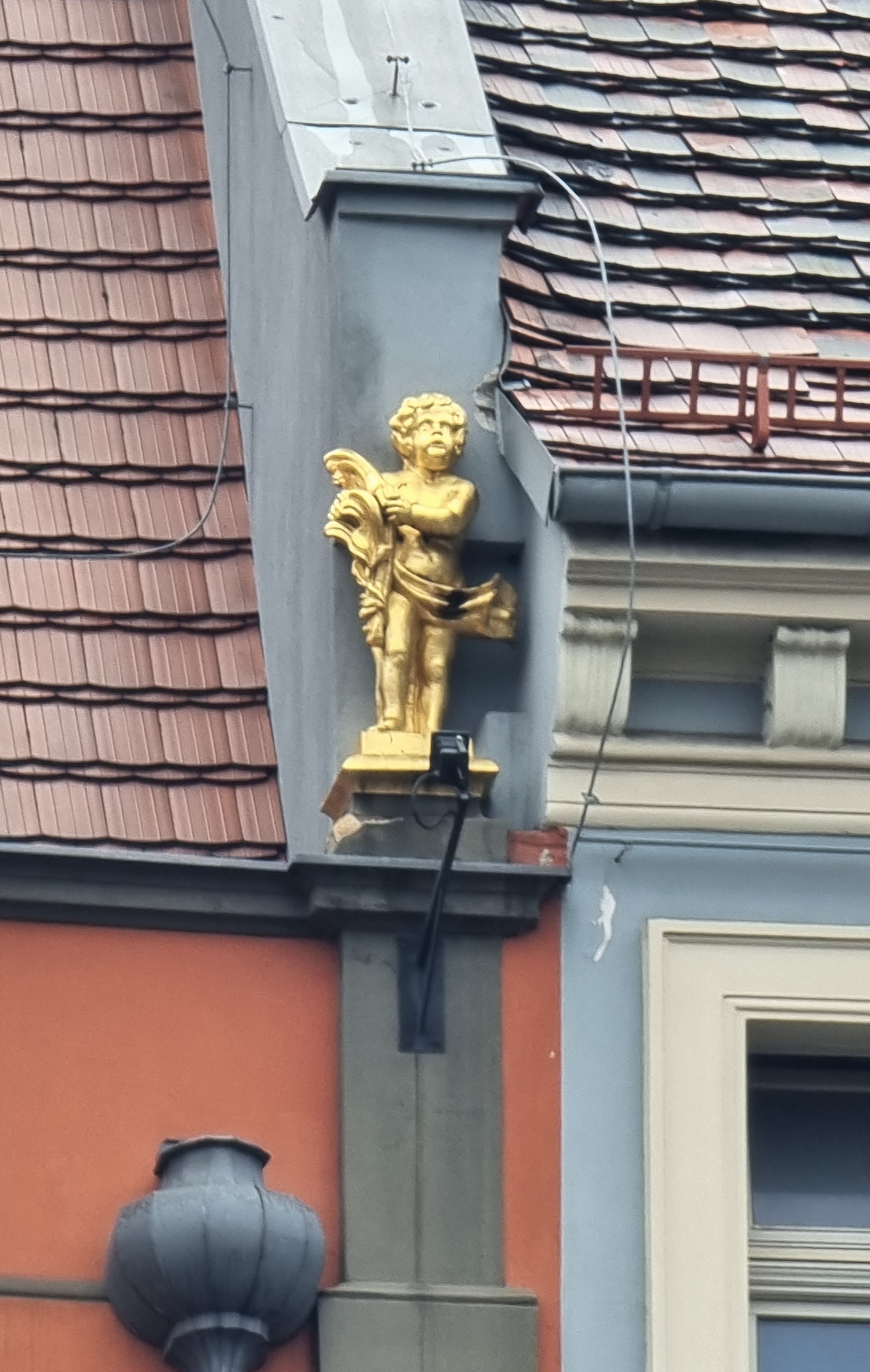
Odrestaurowana figurka

Pierwsze wydzielenie parceli miało miejsce w 1261 roku. Były to dwie kamienice o numerach 40 i 41. Pierwsze dwa murowane budynki został wzniesione w okresie średniowiecznym, w pierwszej połowie XIV wieku. Z tego okresu w obu budynkach zachowały się renesansowe sklepione piwnice, sklepienia w części parterowej skrzydła tylnego i oficyny oraz fascjowa kamieniarka czterech okien na trzeciej kondygnacji w zachodnim skrzydle. W okresie baroku kamienice otrzymały nowe elewacje frontowe; zachowała się również dekoracje na drugim piętrze kamienicy nr 41. W 1846 roku kamienica nr 40 została poddana gruntownej przebudowy, zmieniono wówczas m.in. układ wnętrz i klatkę schodową. W 1888 roku tylna część oficyny kamienicy nr 41 została przebudowana na potrzeby zakładów drukarskich a w 1896 roku nadbudowano kondygnację oficyny i zmieniono stromy dwuspadowy dach na jednospadowy. W tym okresie obie kamienice zostały połączone, a w 1897 roku przebudowano cały parter i klatkę schodową w części wschodniej połączonej kamienicy. W 1911 roku we wschodniej oficynie zainstalowano zewnętrzną windę. 
Na przełomie lat 70. i 80. zmieniono numerację kamienic z 40/41 na 39.     

## Opis architektoniczny
Kamienica nr 39 powstała z połączenia dwóch kamienic: wschodniej trzykondygnacyjnej nr 41 i zachodniej czterokondygnacyjnej nr 40. Podział na dwie kamienice zachowany został w elewacji frontowej. 
Zachodnia elewacja to pozostałości dawnej barokowej kamienica, pierwotnie trzykondygnacyjnej, a pod koniec XIX wieku czterokondygnacyjnej. Barokowy charakter nadano jej w 1708 roku. Podzielona jest na sześć osi. Część parterowa jest boniowana i zakończona gzymsem. W osi czwartej i piątej znajduje się portal z konsolami. Okna na drugiej i trzeciej kondygnacji mają formę prostokąta, otoczone są opaską ze zwornikami a nad nimi znajdują się naczółki. Okna czwartej kondygnacji spoczywają na gzymsie. Elewację wieńczy gzyms kostkowy a następnie dach kalenicowy.        
Kamienica wschodnia, dwupiętrowa, wzniesiona na dwutraktowym planie, miała przednim trakcie sień przechodnią przykrytą sklepieniem zwierciadlanym. W tylnym trakcie umieszczona jest klatka schodowa. Barokowy charakter dwuosiowej elewacji kamienicy wschodniej nadano po 1708 roku. Poszczególne kondygnacje rozdzielone są gzymsami podtrzymywanymi pilastrami w małym porządku – na I piętrze dwoma skrajnymi, na II piętrze trzema. Parter jest boniowany; we wschodniej osi znajduje się okno, a w zachodniej otwór wejściowy. Okna wyższych kondygnacji są otoczone opaskami i zwieńczone naczółkami: na drugiej kondygnacji trójkątnym, na trzeciej odcinkowym. Elewacja zakończona jest attyką z czterema pilastrami, obeliskami i kamienna rzeźbą cherubina w zachodnim narożniku. Elewacje obu kamienic oddzielone są od siebie ogniomurem. Oficyny tylne są dwukondygnacyjne, mają otynkowaną elewacje i skromny detal. Elewacja oficyny wschodniej jest licowana cegła i ma charakter architektury przemysłowej z metalowymi windami.  
We wnętrzach kamienicy, w piwnicach w części frontowej i w oficynie wschodniej zachowały się sklepienia kolebkowe. Na parterze w skrzydle wschodnim znajdują się sklepienia oraz renesansowa kolumna przyścienna. W zachodniej części budynku znajduje się zachowana trzybiegowa drewniana klatka schodowa i płycinowa stolarka z połowy XIX wieku. Skrzydła boczne tworzą wewnętrzny dziedziniec.       

## Po 1945
Kamienica została wyremontowana w 1960 roku. W latach 1979–1981 budynek został poddany gruntownemu remontowi. Projekt przebudowy sporządził J. Białas. Przebudowano wówczas pomieszczenia parterowe w części frontowej oraz klatkę schodową w części wschodniej. W wyniku remontu, z nieznanych przyczyn, usunięto renesansowe stropy frontowych pomieszczeń. W części wschodniej umieszczono nową żelbetonową klatkę schodową.   
Pod koniec lat 70. X wieku w budynku swoją siedzibę miały biura Polskiej Żeglugi Bałtyckiej. W elewację, koło wejścia, wmurowano wówczas kotwicę oraz zawieszono na elewacji stylizowane lampy na wspornikach. W latach 2012–2013 obie fasady zostały gruntownie odnowione. 